# Yoshinori Sato
Yoshinori Sato (ur. 1 lutego 1980 w Akicie) – japoński wioślarz.

## Osiągnięcia
- Mistrzostwa Świata – Linz 2008 – dwójka bez sternika wagi lekkiej – 14. miejsce[1].
- Mistrzostwa Świata – Poznań 2009 – czwórka bez sternika wagi lekkiej – 10. miejsce[1].